# Pierre Couvée
La Pierre Couvée, appelée aussi Pierre Couverte, est un menhir situé à Courtomer dans le département français de Seine-et-Marne.

## Historique
Le menhir est signalé en 1848 par E. Paty sous le nom de Pierre Plantée. Il fait l’objet d’un classement au titre des monuments historiques depuis 1971.

## Description
Le menhir est constitué d'une dalle de grès, de forme parallélépipédique, de 2,20 m de hauteur pour 2,30 m de largeur et environ 0,45 m d'épaisseur. La pierre serait enfoncée dans le sol sur 1,20 m de profondeur. Le menhir a été christianisé. La pierre comporte, creusée sur une face, une petite niche rectangulaire (32 cm de haut sur 11 cm de large et 8 cm de profondeur) encadrée de sept trous qui a servi de niche pour une statuette, désormais disparue, probablement celle de Sainte-Geneviève patronne de la paroisse.

## Folklore
Plusieurs légendes diverses sont associées au menhir. Selon l'une, la pierre aurait été perdue par Sainte-Geneviève lors de son transport pour la construction d'une chapelle. La tradition la plus courante prétend que l'on ne peut creuser au pied de la pierre car le diable rebouche le trou au fur et à mesure. Cette tradition transcrit peut-être le fait que le sol très sableux est régulièrement nivelé par les eaux de pluie ou lors des crues de la rivière voisine. Selon une curieuse tradition populaire, l'Yerres, qui coule à environ 65 m plus au sud, passait autrefois au pied du menhir.